# نوکیا ان-گیج کیو-دی نقره‌ای
نوکیا ان-گیج کیو-دی نقره‌ای یک‌نمونه از گوشی‌های تلفن همراه سری ان-گیج شرکت نوکیا می‌باشد که توسط همین شرکت به بازار عرضه شده‌است.